# Paralicornia obtecta
Paralicornia obtecta is een mosdiertjessoort uit de familie van de Candidae. De wetenschappelijke naam van de soort is, als Scrupocellaria obtecta, voor het eerst geldig gepubliceerd in 1880 door William Aitcheson Haswell.